# Scopula agglomerata
Scopula agglomerata là một chi bướm đêm trong họ Geometridae. Chúng được tìm thấy ở châu Phi.